# Manternach
Manternach (luxemburguès Manternach) és una comuna i vila a l'est de Luxemburg, que forma part del cantó de Grevenmacher. Comprèn les viles Manternach, Berbourg, Lellig i Munschecker. Limita amb les comunes de Grevenmacher, Biwer, Bech, Mompach i Mertert.

## Població
| Nacionalitat   | Població | %      |
| -------------- | -------- | ------ |
| luxemburguesos | 1.020    | 77,16% |
| Forasters      | 302      | 22,84% |
| - portuguesos  | 94       | 7,11%  |
| - francesos    | 18       | 1,36%  |
| - italians     | 5        | 0,38%  |
| - belgues      | 16       | 1,21%  |
| - alemanys     | 70       | 5,30%  |
| - iugoslaus    | 26       | 1,97%  |
| - altres       | 73       | 5,52%  |

## Evolució demogràfica
| Any        | Població |
| ---------- | -------- |
| 15/02/2001 | 1.322    |
| 01/01/2002 | 1.373    |
| 01/01/2003 | 1.451    |
| 01/01/2004 | 1.498    |
| 01/01/2005 | 1.540    |